# Devotion (The Best of Yanni)
Devotion (The Best of Yanni) , es un álbum de compilación del músico griego  Yanni, lanzado bajo el sello Private Music en 1997.
De los 15 temas de esta recopilación, 9 son de dos de las grabaciones de Estudio compuestas por Yanni: Dare To Dream, en 1992 e In My Time, en 1993. En esas selecciones, el músico griego entremezcló un surtido de los trabajos más dinámicos tocados al teclado ( “Santorini” ,  “Within Attraction” ) en las que generalmente crea un estudio de los primeros siete álbumes. Hay que recordar también que en esta compilación, no se representan los álbumes Niki Nana, ni Optimystique. El CD está concertado con las demandas de que este sea el mejor de Yanni y el álbum ofrezca una apreciación global decente de su trabajo, con una inclinación hacia su lado más práctico. Temas como "The End of August" y "Marching Season" se presentan por primera vez  del concierto en el álbum Yanni Live at the Acropolis, en 1997.

## Temas
| #   | Tema                                    | Duración |
| --- | --------------------------------------- | -------- |
| 1.  | "Once Upon A Time”                      | 3:49     |
| 2.  | "Within Attraction”                     | 4:14     |
| 3.  | "Song For Antarctica"                   | 4:25     |
| 4.  | "Aria"                                  | 4:01     |
| 5.  | "A Love For Life"                       | 5:12     |
| 6.  | "Reflections of Passion”                | 4:37     |
| 7.  | "To Take...To Hold"                     | 4:06     |
| 8.  | "Only A Memory"                         | 4:18     |
| 9.  | "Flight Of Fantasy”                     | 5:44     |
| 10. | "To The One Who Knows"                  | 5:39     |
| 11. | "The End of August"                     | 3:48     |
| 12. | "Marching Season"                       | 2:42     |
| 13. | "Santorini”                             | 4:39     |
| 14. | "Nice To Meet You" (Special Radio Edit) | 3:25     |
| 15. | "A Night To Remember”                   | 5:46     |

## Personal
Todos los temas musicales presentes en este disco fueron compuestos por Yanni